# Insula Victoria
     Nunavut
     Teritoriile de Nordvest
     Yukon
     Columbia Britanică
     Regiuni care nu aparțin Canadei (Alaska, Groenlanda)

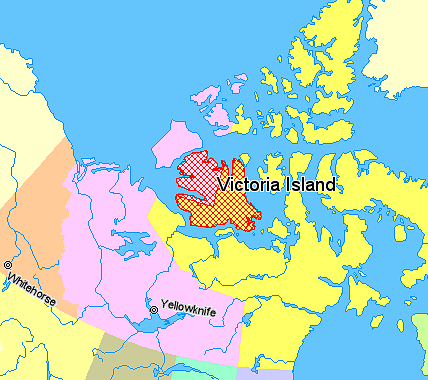
Poziţia insulei Victoria în nordul Canadei
Nunavut
Teritoriile de Nordvest
Yukon
Columbia Britanică
Regiuni care nu aparțin Canadei (Alaska, Groenlanda)

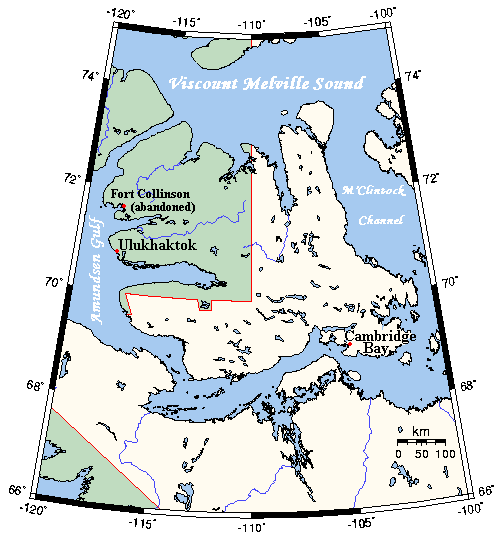
Insula Victoria şi împrejurimile sale

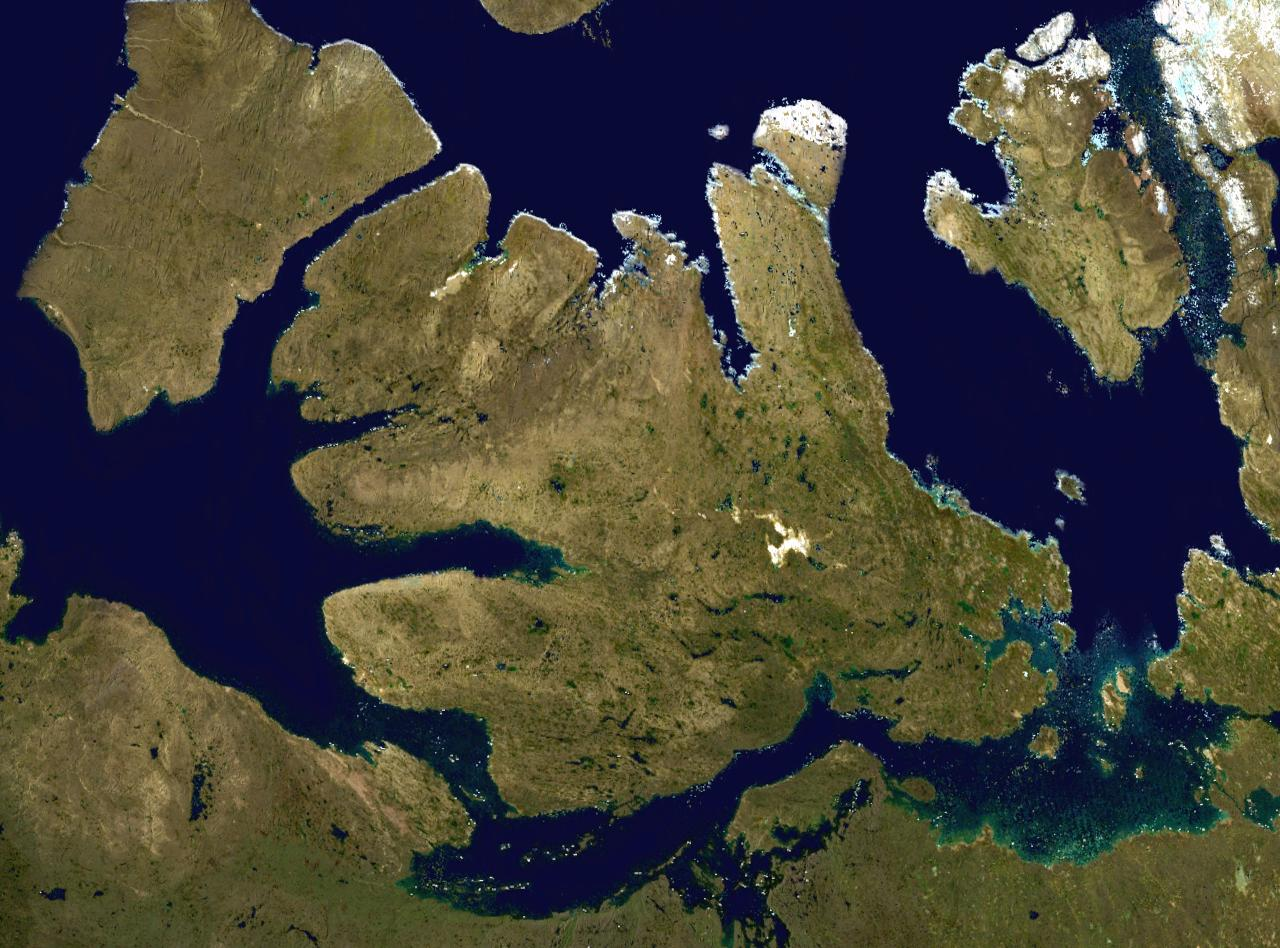
Imagine din satelit a insulei Victoria

Insula Victoria este una din insulele arctice ale Canadei, împărțită între teritoriul Nunavut (regiunea Kitikmeot) și Teritoriile de Nordvest (regiunea Inuvik). Cu o suprafață de 217.291 km2, este a doua insulă ca mărime din Canada și a 9-a din lume, având o suprafață aproape dublă față de insula Newfoundland. 
La sud, insula Victoria este despărțită de continent prin strâmtoarea Dolphin and Union, golful Coronation, golful Austin, strâmtoarea Dease și golful Queen Maud, la sud-est strâmtoarea Victoria o separă de insula King William iar la est, Canalul McClintock o separă de insula Prince of Wales. La nord-est îngustul canal Goldsmith o separă de insula Stefansson, la nord, dincolo de canalul Parry se află insula Melville iar la vest se află strâmtoarea Prince of Wales care o desparte de insula Banks și mai la sud golful Amundsen.
Pe direcția est-vest insula are o lungime de cca. 680 km, iar pe direcție nord-sud o lățime maximă de 585 km. Înălțimea maximă, de 665 m, este atinsă în munții Shaler din nord-vest.
Insula are o linie de coastă caracterizată prin prezența a numeroase golfuri, fiorduri și peninsule. Astfel, în sud-vest se află peninsula Wollaston, limitată la nord de adâncul golf Prince Albert. La nord de acesta se află marea peninsulă Prince Albert, indentată în partea de vest de golful Minto, iar în partea de nord de golfurile Richard Collinson și Wynniatt și separată spre est de peninsula Storkerson (care ocupă tot nord-estul insulei), printr-un alt golf adânc, golful Hadley.
Pe insula Victoria sunt numeroase lacuri, cel mai mare fiind Lacul Ferguson, în sud-est, cu o suprafață de 562 km2 .
Insula a fost descoperită în 1826 de către W. Richardson și explorată în 1839 de către Thomas Simpson și Peter Dease, care i-au și dat numele, în onoarea Reginei Victoria a Marii Britanii, care a fost și suverana Canadei unite din 1867 până în 1901. Numeroasele denumiri geografice conținând numele "Prince Albert" au fost date în cinstea prințului-consort Albert. Compania Golfului Hudson a înființat în anii 1920 o serie de factorii pe insulă, dar majoritatea au fost abandonate ulterior.
Pe insulă se află în prezent doar două așezări permanente: Cambridge Bay (nume în inuinnaktun: Iqaluktuuttiaq, 69°07′02″N 105°03′11″V / 69.11722°N 105.05306°V) cu 1477 locuitori în 2006, în partea de sud, aparținând de teritoriul Nunavut și Ulukhaktok (numită până în 2006 Holman, 70°44′11″N 117°46′05″V / 70.73639°N 117.76806°V, cu 398 locuitori în 2006, în partea de vest, aparținând de Teritoriile de Nordvest. Densitatea de locuitori pe insulă este astfel de doar 0,008 locuitori/km2.